# Nika Fleiss
Nika Fleiss (Brežice, Slovenija, 14. prosinca 1984.), hrvatska skijašica.

## Životopis
Živi u Samoboru. Počela je skijati s tri godine. Najzapaženije rezultate ima u slalomu. Nastupila je na dječjim utrkama poput Nagrade Pinochio (Italija), Nagrade Topolino (Italija) i Loka Pokal (Slovenija) i bila jedna od najboljih u svojoj generaciji. Osvojila je dva puta Loka Pokal u slalomu i Nagradu Pinochio u slalomu i veleslalomu. Mučile su je brojne ozljede. 
Prvi je put nastupila u Svjetskom skijaškom kupu 27. listopada 2002. u Söldenu. Nastupila je na Olimpijskim igrama u Salt Lake Citiju 2002. i u Torinu 2006. Osvojila je 12. mjesto u slalomu na njenim prvim Olimpijskim igrama. Na Svjetskom skijaškom prvenstvu u St. Moritzu u Švicarskoj 2003., osvojila je 8. mjesto u slalomu, a na Svjetskom skijaškom prvenstvu u Santa Caterini 2005., 10. mjesto. Najbolji rezultat joj je 6. mjesto u Lenzerheideu u Švicarskoj 2005., u utrci Svjetskog kupa. Propustila je sezonu 2006./2007. zbog ozljede.
U prosincu 2009. udala se za bivšeg francuskog skijaša Michela Lucatellija u Samoboru.
U travnju 2010. čelnici hrvatskog alpskog skijanja isključili su Niku Fleiss iz A reprezentacije, a razlog je bilo njezino nazadovanje u rezultatima u nekoliko prošlih sezona. Nakon te odluke Nika se odlučila povući iz skijanja.

## Vanjske poveznice
- Nika Fleiss na stranicama croski.hr